# O Little Town of Bethlehem

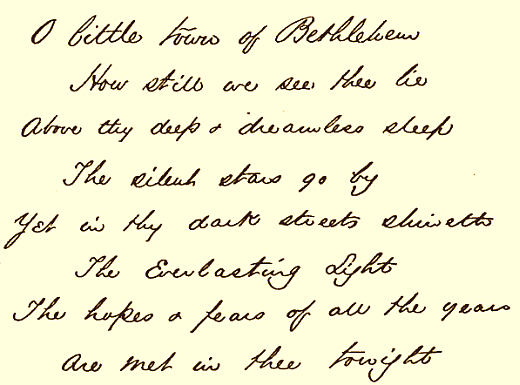
Manuskript des Autors mit der ersten Strophen

O Little Town of Bethlehem ist ein seit dem Ende des 19. Jahrhunderts in den USA sehr beliebtes Weihnachtslied. Es fand zunächst durch die Gesangbücher der Episcopal Church Verbreitung, in der zweiten Hälfte des 20. Jahrhunderts dann auch durch Interpretationen von Elvis Presley, Ella Fitzgerald, Bob Dylan, Garth Brooks, dem Golden Gate Quartet und anderen.

## Entstehungsgeschichte
Phillips Brooks (1835–1893), damals Rektor der Dreifaltigkeitskirche (Church of the Holy Trinity) in Philadelphia (Pennsylvania, USA), verfasste den Text 1868 unter dem Eindruck einer Pilgerreise in das Heilige Land, die er 1865/1866 unternommen hatte.

## Spätere Fassungen
Der Text wurde von Brooks und späteren Herausgebern mehrfach verändert. In den gedruckten Fassungen fehlt zumeist die im ursprünglich fünfstrophigen Text an vierter Stelle stehende Strophe, weil in ihr Christus als „son of the Undefiled“ (Sohn der Unbefleckten) angesprochen wurde. Die Entstehung des Textes fällt in eine Phase intensiver Auseinandersetzung um die von der Oxford-Bewegung vorangetriebene Orientierung der anglikanischen Kirchen an katholischen Traditionen, die in den USA so stark an Boden gewann, dass es 1873 zur Abspaltung der Reformierten Episkopalkirche kam. Die Bezeichnung der Gottesmutter Maria als „undefiled“ enthielt daher erhebliches Konfliktpotential, denn sie erinnerte an die schon im späteren Mittelalter entstandene, aber erst 1854 vom Papst als spezifisch katholisches Dogma verkündete Lehre von der unbefleckten Empfängnis. Die Strophe wurde in den gedruckten Fassungen daher entweder weggelassen oder das Wort „undefiled“ (unbefleckt) wurde durch „mother mild“ (gütige Mutter) ersetzt.
Singbare Fassungen existieren auch in spanischer, französischer, deutscher und anderen Sprachen.

## Melodien

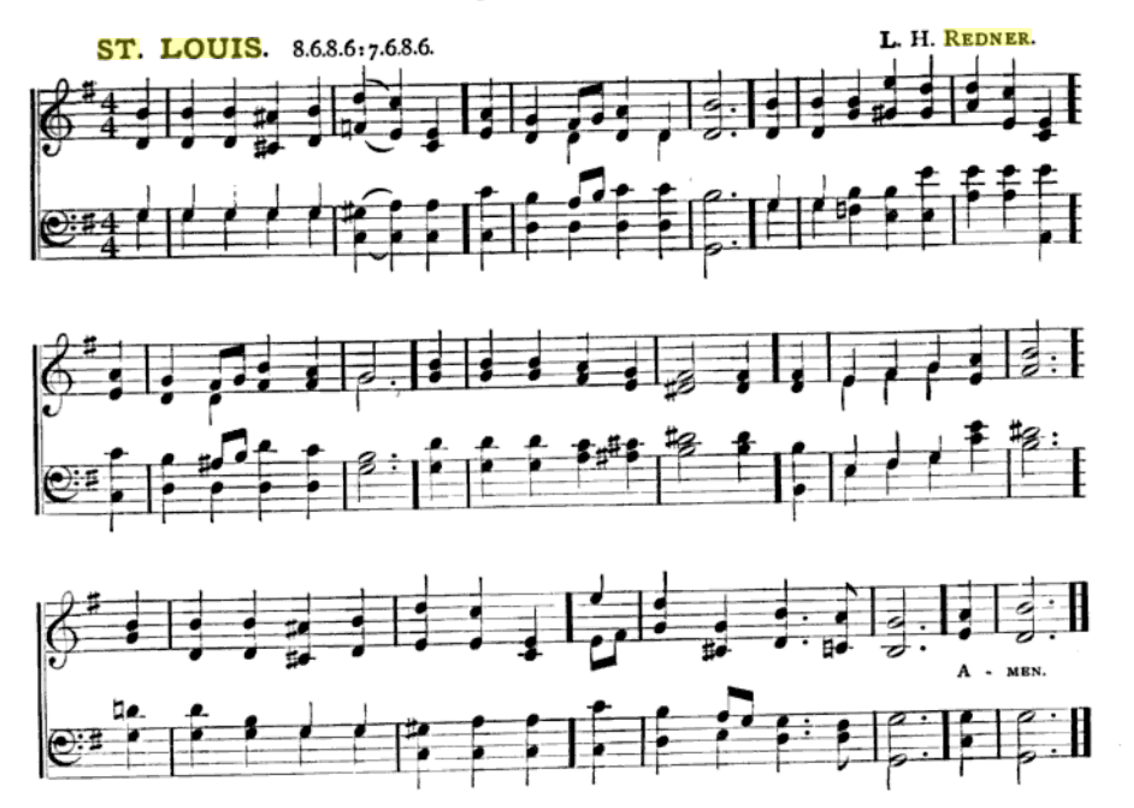
„St. Louis“, die Vertonung von Lewis Redner (aus einem Liederbuch von 1896)

Das Weihnachtslied ist auf verschiedene Melodien verbreitet.
Phillips Brooks bat Lewis H. Redner, den Organisten seiner Kirche, den Text für die Sonntagsschule zu vertonen. Redner berichtete später, er habe diesen Auftrag zunächst aufgeschoben, in der Nacht zum Sonntag aber, für den er die Melodie zugesagt hatte, sei ihm im Schlaf ein Engel erschienen und habe ihm die Noten eingegeben. In Anspielung auf den Vornamen des Komponisten wird diese Melodie in der Literatur auch als „St. Louis“ bezeichnet. Diese Melodie ist die in den Vereinigten Staaten verbreitetste Fassung und liegt auch den meisten modernen Einspielungen auf Weihnachtsalben von Popmusikern zugrunde.

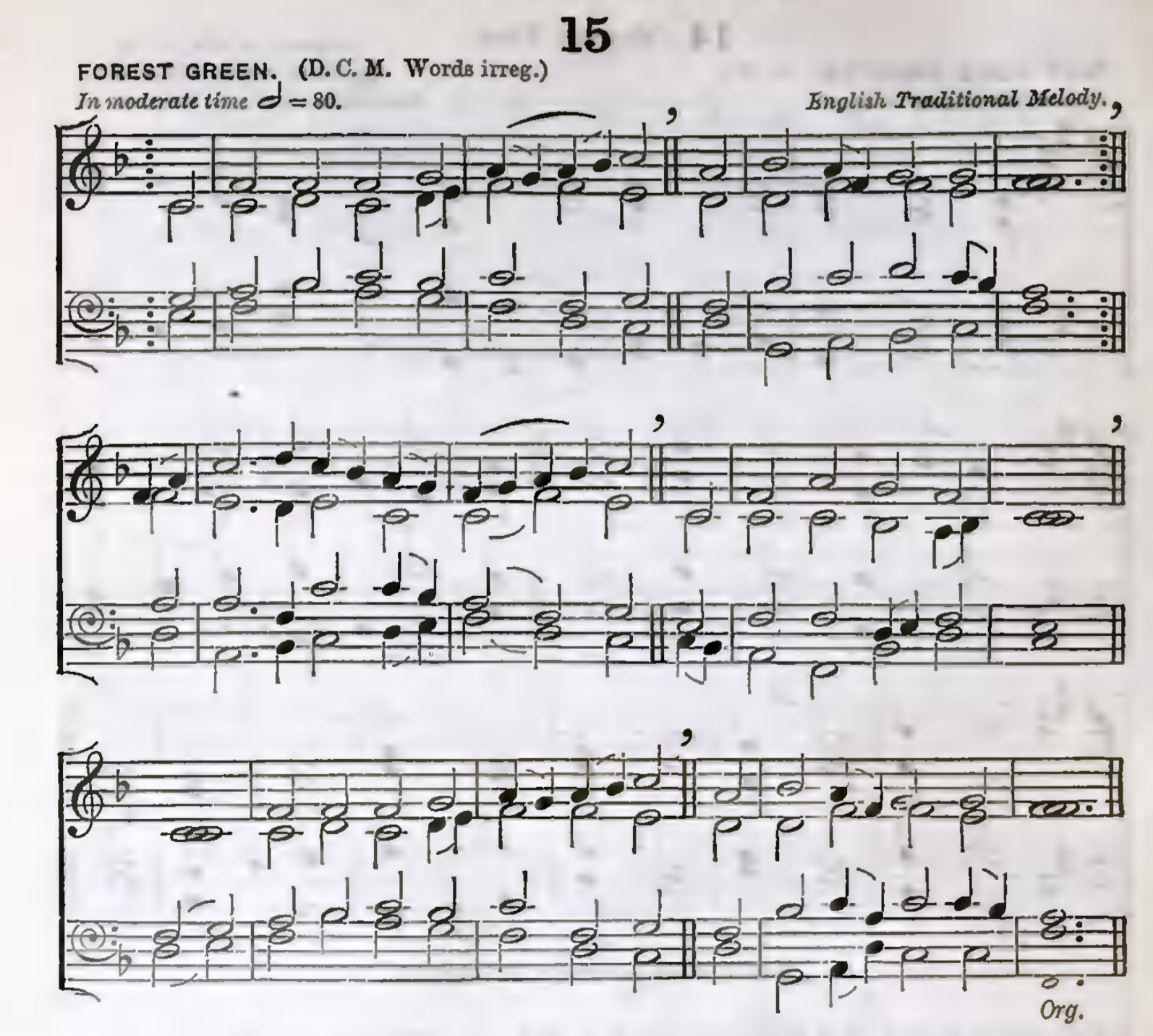
„Forest Green“, aus dem English Hymnal, 1906

Im Vereinigten Königreich und Ländern des Commonwealth, in denen die Kirchen der Anglikanischen Gemeinschaft vorherrschen, ist eine andere Melodie verbreitet, die auf ein altes Volkslied zurückgeht. Ralph Vaughan Williams unterlegte den Text der Melodie zur Volksballade The Ploughboy’s Dream, die er 1903 von einem gewissen Henry Garman aus Forest Green in Surrey aufgezeichnet hatte. Die Melodie wird nach ihrem Herkunftsort als „Forest Green“ referenziert. Vaughan Williams’ Chorsatz des Liedes wurde erstmals 1906 im English Hymnal publiziert.
Weitere Vertonungen des Textes stammen von Henry Walford Davies und William Rhys-Herbert, erreichten aber nicht die Popularität und Verbreitung der beiden erstgenannten Melodien.